# Savigny-en-Véron
Savigny-en-Véron település Franciaországban, Indre-et-Loire megyében. Lakosainak száma 1539 fő (2022. január 1.). Savigny-en-Véron Avoine, Beaumont-en-Véron, Candes-Saint-Martin, Chouzé-sur-Loire és Saint-Germain-sur-Vienne községekkel határos.

## Népesség
A település népessége az elmúlt években az alábbi módon változott:
| Lakosok száma | 1055 | 1257 | 1400 | 1409 | 1476 | 1528 | 1542 | 1563 | 1560 | 1539 |
|               | 1968 | 1982 | 1990 | 2006 | 2013 | 2015 | 2017 | 2019 | 2020 | 2022 |